# José Almoina
José Almoina Mateos (Lugo, 21 de junio de 1903 - Ciudad de México, 5 de mayo de 1960) fue un escritor y político español.  

## Biografía
Estudió bachillerato en Lugo y después Filosofía y Letras en la Universidad de Santiago de Compostela, terminando la especialidad de Historia en 1930. Durante la Segunda República ejerció como funcionario de correos en varios destinos, entre otros en Benavente donde también destacó por su trabajo en los círculos socialistas locales y también dirigió el periódico El Pueblo. En Benavente se casó con la maestra Pilar Fidalgo Carasa en octubre de 1932. 
En 1933 fue destinado a Alcaudete (Jaén) como represalia y por motivos políticos, donde permaneció hasta la victoria del Frente Popular en las elecciones de febrero de 1936. Fue elegido compromisario para la elección del presidente de la República por la provincia de Zamora. El golpe de Estado del 18 de julio de 1936 le sorprendió en Benavente de donde salió camino de Astorga para ir hacia Oviedo con un grupo de mineros. Su mujer, Pilar Fidalgo fue detenida por la guardia civil el 6 de octubre y Almoina pudo ocultarse en los montes de Villablino y después pasó a Santander, desde donde logró intercambiar a su mujer por un general franquista en julio de 1937. Pilar Fidalgo contó en su libro Una joven madre en las prisiones de Franco, la vida de las mujeres en la cárcel de Zamora, donde entre otras estuvo la sindicalista Amparo Barayón.

### Exilio y asesinato
Almoina y Fidalgo consiguieron llegar a Francia y tras el fin de la Guerra se exiliaron, instalándose en la República Dominicana el 7 de noviembre de 1939 contando él con 36 años. A su llegada a Santo Domingo, tanto él como los exiliados vascos obtuvieron empleos en diferentes áreas gracias a la capacidad de los recién llegados y la solidaridad de los intelectuales que tenían influencia en el gobierno y el sector privado. En vista de esto, Almoina, empezó a trabajar en febrero de 1940 como profesor de la Escuela Diplomática y Consular de la Secretaría de Estado de Relaciones Exteriores. 
Para octubre de 1942 había sido designado preceptor de Rafael Leónidas Trujillo Martínez, alias Ramfis Trujillo, hijo del dictador dominicano Rafael Leónidas Trujillo Molina. Un año más tarde fue nombrado catedrático especial de la Facultad de Filosofía de la Universidad de Santo Domingo, responsable del área de portugués. Transcurrido otro año fue ascendido al cargo de secretario particular del presidente Trujillo, lo que le permitió acceso a las fuentes de poder y las interioridades que se suscitaban dentro del régimen.
En 1947, ocho años después de su llegada, tomó la decisión de salir del país luego de conocer las entrañas del régimen de Trujillo. En 1950 escribió «Yo fui secretario de Trujillo»  una obra de honra y loas a Trujillo, como distracción de sus actividades antitrujillistas ya que 15 meses atrás había publicado su obra cumbre «Una Satrapía en el Caribe: historia puntual de la mala vida del déspota Rafael Leónidas Trujillo». Este último libro fue publicado en México bajo el seudónimo de Gregorio R. Bustamante. El mismo Almoina describió este texto como crudo, amargo y brutal. Mientras que Vicente Llorens en su obra Memorias de una Migración: Santo Domingo 1939-1945 (Barcelona:Editoria Ariel,1975) señaló que éste texto es la acusación más directa y detallada que hasta esa fecha se conocía de la dictadura de Trujillo.
Durante más de 10 años Almoina trató de combinar sus labores profesionales y académicas con sus activades antitrujillistas (charlas, conferencias, etc.) hasta que el 4 de mayo de 1960, un año antes de la muerte Trujillo, fue asesinado en las calles de la Ciudad de México.
Alegando una enfermedad, Almoina se exilió en México, para posteriormente sacar a su familia de República Dominicana. A partir de ese momento se convirtió en enemigo del dictador Trujillo, quien lo amenazaría de muerte en repetidas ocasiones. 
El 5 de mayo de 1960 estas amenazas fueron cumplidas cuando un auto lo arrolló en las calles de la Ciudad de México y del vehículo bajaron dos gatilleros que lo ultimaron a balazos. "Digan que fue Trujillo", fue lo primero que dijo Almoina en cuanto pudo. Pese a los esfuerzos de los médicos murió pocos días después.
El entonces presidente Adolfo López Mateos, debido a la presión internacional e interna, dio órdenes de aplicar todos los esfuerzos en la captura de los asesinos. Los gatilleros resultaron ser expolicías cubanos, colaboradores de la dictadura de Fulgencio Batista. Antonio Servando Molina y Francisco Quintana Valdés. Ambos fueron ayudados por el policía mexicano Julio Coutolenc. Todos fueron capturados.

## Obra literaria
En 1935 apareció el libro Monumentos históricos y artísticos de la ciudad de Benaventeque fue publicado por el Centro de Estudios Benaventanos "Ledo del Pozo" en el año 2000.
Durante su estadía en Santo Domingo publicó en 1945 La biblioteca erasmista de Diego Méndez y en 1947 Rumbos heterodoxos de México, ambos libros con el auspicio de la Universidad de Santo Domingo. Fue el escritor del texto Meditaciones Morales y Falsa Amistad, que apareció bajo la autoría de María Martínez de Trujillo, esposa del dictador. Publicó en 1946 La Frontera de la República Dominicana con Haití.
Fuera de la República Dominicana escribió «La póstuma peripecia de Goya»; una edición anotada de «La Regla Cristiana Breve» de fray Juan de Zumárraga, un libro sobre Díaz Mirón, y su poética; varios folletos y numerosas traducciones francesas. Según el historiador dominicano Frank Moya Pons en su obra Manual de Historia Dominicana Almoina, sin ser dominicano, tuvo la firmeza moral de, no importando los beneficios materiales que había recibido, denunciar lo que pocos dominicanos habían hecho contra Trujillo. Sólo Juan Isidro Jímenez Grullón y Emilio Cordero Michel, habían escrito obras contra la dictadura, mientras que los demás intelectuales se encontraban al servicio del régimen o simplemente lo evitaban tratando de llevar una vida desinteresada del acontecer político y económico de la República.